# پرسی آدامسون
پرسی آدامسون (انگلیسی: Percy Adamson؛ زادهٔ) بازیکن فوتبال اهل ایالات متحده آمریکا در اوایل قرن بیستم و کاپیتان باشگاه بروکلین فیلد بود که در سال ۱۹۱۴ جام نشنال چلنج را برد.
آدامسون در اوایل سال ۱۹۱۰ برای باشگاه بروکلین فیلد بازی می‌کرد. در ۱۶ مه ۱۹۱۴، آدامسون اولین گل را در فینال جام نشنال چلنج ۱۹۱۴ به ثمر رساند. این مسابقات اولین بار بود که برگزار می‌شد. در سپتامبر ۱۹۱۶، در حالی که در خلیج شیپسهد، نیویورک زندگی می‌کرد، هنوز در فهرست باشگاه فیلد بروکلین قرار داشت.
در سپتامبر ۱۹۱۴، او سرمربی تیم فوتبال دانشگاه کلمبیا شد.